# Tiszakécskei Gyermekvasút
A Tiszakécskei kisvasút Tiszakécske város belterületén található.
Kisvasúti napja: augusztus 20.
A kisvasút forgalmát 2009-ben leállították, majd egy évtized után felújításra került, és 2021 őszén indult újra.
A felújítás keretében megújul a vasúti pálya, új megállóhelyek kerülnek kialakításra és egy új állomásépület is épül.

## Megközelíthetőség
A MÁV 145-ös számú Szolnok-Kecskemét vonalán található Tiszakécske állomás. A vasútállomástól a kisvasút gyalog is megközelíthető. Kecskemét és Nagykőrös felől a Volánbusz járataival is megközelíthető.

## Történet
A Tiszakécskei Úttörővasút megépítését 1970-ben határozta el a községi tanács. A kisvasút eleve turisztikai céllal épült, így árufuvarozás sohasem folyt a vasúton. Az építéséhez a selypi cukorgyár kisvasútjának a eszközeit használták fel. Innen érkezett a 760 mm-es nyomtávú, 1,2km-es vasúti pálya, és a rajta közlekedő egyetlen C-50-es mozdony és a személykocsik. Az eredeti tervek szerint a kisvasút a MÁV állomás és a tiszaparti üdülőtelep között közlekedett volna. Ebből csak a Sportliget – Tiszapart szakasz készült el. Az ünnepélyes átadásra 1971. augusztus 20-án került sor, amin a közlekedés- és postaügyi miniszter is részt vett. (Az 1960-as években Ő dolgozta ki azt a közlekedési koncepciót, ami egy sor kisvasút bezárásához vezetett.)
1990-ben a Tiszakécskei Úttörővasutat átnevezték Tiszakécskei Gyermekvasúttá.
2009-ben a kisvasút forgalma leállt, ezt követően 2012-ig egy gumikerekű kisvonattal pótolták.
2020-ban elkezdték a kisvasút felújítását, aminek következtében a korábbi 1,2 km vonalhossz 1,6 km-re nő, a korábbi Sportliget végállomás helyett az új végállomás a Találkozások Házánál lett, emiatt a korábbi vonalból 600 m került felújításra, és 1 km-en új vonal épült.
A megújult kisvasúton 2021. október 2-án indult újra a forgalom.

## Járműállomány
- C-50 dízelmozdony

egy darab 98 55 82-34 372-1 C50
- Nyitott személykocsi

egy darab 55 55 24-20 003-0 Bpu
- Zárt személykocsi

egy darab 55 55 35-09 001-6 Cpu

## Nevezetességek a vasút környékén
A természet, a kikapcsolódás és a sport kedvelőinek.
Tisza, Tisza-kanyar
Szabadstrand
Holt-Tisza
15 km kerékpárút
Árkus Lőtér http://www.arkusiloter.hu/
Horgászat http://www.tkkshe.ewk.hu/
Művészetek kedvelőinek:
Református Templom
Katolikus Templom
Ókécskei Közösségi Ház
Kovács Miklós Kékfestő
Gyalai Béla festő műteremgalériája
A vizek szerelmeseinek és gyógyulni vágyóknak:
Barack Thermal Resort – Fürdő https://barackresort.hu/
Kerekdombi Termálfürdő http://www.termaldomb.hu/